# Labo (langue)
Pour les articles homonymes, voir labo.
Le labo (ou meaun, mewun, nide ou ninde) est une langue océanienne parlée au Vanuatu par 1 100 locuteurs dans le sud-ouest de l’île Malekula.